# 崔恬
崔恬（?—450年），字叔玄，小名白，清河郡东武城县（今河北省衡水市故城县）人。崔玄伯第三子，崔浩之弟。
北魏道武帝曾封崔恬為繹幕子。歷官終事中，上黨太守，荊州刺史，进爵阳武侯。在崔浩籌劃下，崔恬嫁女給太原大族王慧龍。王氏遺傳齇鼻（酒糟鼻），被稱為“齇王”。崔浩一見便說“不愧是王家的子弟啊！真是貴種”。
公元450年，因其兄崔浩的缘故，崔氏家族被族誅，崔恬伏诛。